# 영천중학교 (경남)
영천중학교(永川中學校)는 대한민국 경상남도 고성군 영오면 영산리에 있는 공립 중학교이다.

## 학교 연혁
- 1961년 4월 25일 : 영현중학교 영천분교 설립인가
- 1963년 2월 16일 : 제1회 졸업 47명
- 1967년 3월 1일 : 영천중학교 독립 인가
- 2008년 2월 28일 : 영현분교 통폐합
- 2022년 3월 1일 : 제25대 조창현 교장 부임
- 2023년 2월 9일 : 제61회 졸업식(19명 졸업, 누계 5,180명)
- 2023년 3월 2일 : 제64회 입학식(신입생 7명)

## 참고 자료
- 영천중학교 - 한국교육학술정보원 학교알리미